# Isidor Baumgartner
Isidor Baumgartner (* 1946) ist ein deutscher römisch-katholischer Theologe und Pastoralpsychologe.

## Leben
Baumgartner studierte römisch-katholische Theologie und Psychologie. Von 1975 bis 1993 war Baumgartner Dozent für Pastoralpsychologie. Seit 1993 war er Professor für Pastoraltheologie und Christliche Gesellschaftslehre an der Katholisch-Theologischen Fakultät der Universität Passau. Er ist Unterzeichner des Memorandums „Kirche 2011: Ein notwendiger Aufbruch“. Inzwischen ist er nach Auskunft der Universität Passau im Ruhestand.

## Mitarbeit in Fachgesellschaften
- Deutsche Gesellschaft für Pastoralpsychologie, Sektion PPS[3]

## Werke (Auswahl)

### Publikationen in Buchform
- Paul M. Zulehner, Isidor Baumgartner, Karl Mühlek, Ehe bauen. Arbeitshilfen für die Ehevorbereitung (= Offene Gemeinde, Band 30), Limburg 1978, 2. Aufl. Limburg 1981, ISBN 3-7840-1033-4.
- Isidor Baumgartner, Seelsorgliche Kompetenz als pastoralpsychologisches Bildungsziel. Ein   theoretischer und empirischer Beitrag zur pastoralpsychologischen Ausbildung von Seelsorgern (= Schriften der Universität Passau, Reihe katholische Theologie, Band 3), Passau 1982,  zugleich  Hochschulschrift, Passau, Univ., Diss., 1982, ISBN 3-922016-29-4.
- Erich Garhammer (Hrsg.), Isidor Baumgartner (Mitverfasser), Menschen-Bilder. Impulse für helfende Berufe, Regensburg 1989, ISBN 3-7917-1204-7.
- Erich Garhammer (Hrsg.). Isidor Baumgartner (Mitverfasser), Unnütze Knechte? Priesterbild und Priesterbildung, Regensburg 1989, ISBN 3-7917-1203-9.
- Isidor Baumgartner, Pastoral-Psychologie. Einführung in die Praxis heilender Seelsorge, Düsseldorf 1990, ISBN 3-491-77797-6.
- Walter Fürst (Mitverfasser), Isidor Baumgartner (Mitverfasser), Leben retten. Was Seelsorge zukunftsfähig macht,  München 1990, ISBN 3-466-36076-5.
- Isidor Baumgartner (Hrsg.), Handbuch der Pastoralpsychologie, Regensburg 1990, ISBN 3-7917-1267-5.
- Isidor Baumgartner, Heilende Seelsorge in Lebenskrisen, Düsseldorf 1992, ISBN 3-491-72258-6.
- Isidor Baumgartner (Autor), Rolando Galluppi (Traditione), Psicologia pastorale. Iintroduzione alla prassi di una pastorale risanatrice, (Pastoralpsychologie (ital.)), Roma 1993, ISBN 88-263-0967-1.
- Isidor Baumgartner (Hrsg.), Anton Landersdorfer (Hrsg.), Jeder Mensch ist kostbar, Dominikus Ringeisen (1835-1904) Ein Anwalt des Lebens, Dietmar Klinger Verlag Passau, 2004, ISBN 3-932949-31-5.
- Isidor Baumgartner (Autor), Lutgart Debroey (Übersetzung ins Niederländische), Helend geloof (Heilende Seelsorge in Lebenskrisen (niederländ.)), Averbode, Nijkerk 1995 ISBN 90-317-1116-0 und ISBN 90-266-0470-X.
- Beirat der Konferenz der Deutschsprachigen Pastoraltheologen, Fachgruppe Praktische Theologie der Wissenschaftlichen Gesellschaft für Theologie (Hrsg.), Hartmut Heidenreich (Hrsg.) Herbert Haslinger (Hrsg.), Isidor Baumgartner (Beitrag), u. a., „... es geht um den Menschen“. Aspekte einer biographischen praktischen Theologie, (Festschrift für Stefan Knobloch) (= Pastoraltheologische Informationen, Folge 37, Jahrgang 17, Heft 1/2), Bochum 1997, ISBN 3-924517-56-8.
- Isidor Baumgartner, Theologische Dimensionen der Supervision von Mitarbeitern in Seelsorge und Caritas (= CQM-Script, Band 1–3), Ueken 1997, ISBN 3-9520996-4-3.
- Isidor Baumgartner (Autor), Gorka Hurtado (Übersetzung ins Kastilische), Psicología pastoral. Introducción a la praxis de la pastoral curativa (Pastoral-Psychologie (spanisch))  Bilbao 1997,  (= Biblioteca Manual Desclée, Band 13) ISBN 84-330-1217-7.
- Isidor Baumgartner (Hrsg.),  Ch. Friesl (Hrsg.),  A. M. Tóth (Hrsg.), Stefan Dinges (Mitarbeit), Den Himmel offen halten. Ein Plädoyer für Kirchenentwicklung in Europa (= Festschrift für Paul M. Zulehner),  Innsbruck, Wien 2000, ISBN 3-7022-2292-8.
- Isidor Baumgartner (Hrsg.), Judit Zelenka (Übersetzung ins Ungarische), Pasztorálpszichológia, (= Interdiszciplináris szakkönyvtár, Band 4) (Pastoralpsychologie (ungar.)), Budapest 2003, ISBN 963-206-509-3.

### Artikel (Auswahl)
- Zeichenhaft und diakonisch. Die Krankenhausseelsorge pastoraltheologisch verstehen, in: Krankendienst Jahrgang 2006, Heft 4, S. 108–115. online verfuegbar (PDF; 77 kB)
- Katholische Kitas in den neuen pastoralen Räumen, in: Lebendige Seelsorge, Jahrgang 2011, Heft 6, S. 433–437

### Vorträge (Auswahl)
- Isidor Baumgartner, Christlicher Glaube als Qualität in der Sozialen Arbeit. Vortrag bei der Consozial in Nürnberg 2005 online verfuegbar